# Heynea trijuga
Heynea trijuga là một loài thực vật có hoa trong họ Meliaceae. Loài này được Roxb. ex Sims mô tả khoa học đầu tiên năm 1815.